# Science-Fiction-Jahr 1960
Übersicht

◄◄ | ◄ | 1956 | 1957 | 1958 | 1959 | Science-Fiction-Jahr 1960 | 1961 | 1962 | 1963 | 1964 | ► | ►►

Weitere Ereignisse